# Colmar

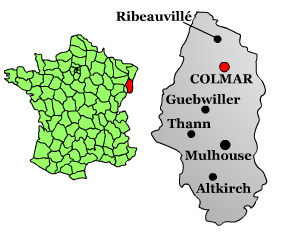
Situação de Colmar na França

Colmar é uma comuna francesa, capital (préfecture) do departamento do Alto Reno, na região de Grande Leste, aos pés dos Vosges. Em 2010 a comuna tinha 69 774 habitantes (densidade: 1 048,1 hab./km²).

## Geografia
Colmar situa-se em uma paisagem relativamente plana, banhada pelo rio Lauch, a aproximadamente 20 km a Oeste do rio Reno, entre Basileia (60 km) ao sul e Estrasburgo (65 km) a norte, próximo da fronteira Alemanha-França.

## História
Colmar era conhecida como Kolmar durante o período em que a Alsácia era parte da Alemanha. A cidade de Colmar foi fundada no século IX, sendo-lhe outorgado o status de Cidade Imperial Livre do Sacro Império Romano-Germânico em 1226. Era uma das dez cidades que formavam a Decápole da Alsácia. Foi tomada pelo suecos em 1632, durante a Guerra dos Trinta Anos, que a mantiveram dois anos sob controle. 
Após passar ao Império alemão pelo Tratado de Frankfurt, transformou-se na capital do distrito da Alta Alsácia no território imperial (Reichsland) da Alsácia-Lorena.
Colmar foi a última cidade francesa a ser liberada da ocupação alemã, em 1945, após uma longa resistência das forças alemãs.
É a terceira maior cidade da Alsácia, após Estrasburgo e Mulhouse.

### Datas marcantes
- 823: Mencionada oficialmente pela primeira vez, com o nome Columbário (Pombal).
- Início do século XIII: Início da construção das fortificações.
- 1226: Cidade Imperial livre.
- 1360: A constituição da cidade dá o poder às corporações.
- século XIV: Entrada na aliança da Decápole.
- século XIV-século XV: famosa escola de mestres-cantores, como em outras cidades do Alto-Reno.
- 1548: Josel von Rosheim lidera um processo para os judeus da cidade de Colmar diante do Tribunal imperial por causa da proibição aos judeus de exercerem o comércio na cidade.
- 1673 (ou 1679??): Alemanha é obrigada a ceder a Alsácia à França no Tratado de Vestfália, então Colmar passa à administração francesa e torna-se sede do Conselho Superior da província da Alsácia'.
- 1791: Sede administrativa do departamento do Haut-Rhin.
- século XIX: Colmar possui uma indústria têxtil competitiva.
- 1871: Ao final da Guerra franco-prussiana (1870/1871), Colmar torna-se parte do recém formado território imperial (Reichsland) da Alsácia-Lorena (Elsaß-Lothringen) do Império alemão, com isso os alsacianos são repatriados.
- 1918: Colmar retorna à administração francesa ao final da Primeira Guerra Mundial.
- 1940: Colmar, após a derrota francesa, torna-se parte integrante da região Baden-Alsácia (Baden-Elsaß), sob administração alemã.
- A partir de 1942 os alsacianos são incorporados à força na Wehrmacht.
- Fevereiro de 1945: Colmar é a última cidade francesa liberada pelos aliados.

## Tour de France

### Chegadas
- 1931 : André Leducq (França)
- 1949 : Raphaël Geminiani (França)
- 1955 : Roger Hassenforder (França)
- 1957 : Roger Hassenforder (França)
- 1997 : Neil Stephens (Australia)
- 2001 : Laurent Jalabert (França)
- 2009 :  Heinrich Haussler
- 2019: Peter Sagan

## Colmarianos célebres
- Frédéric Auguste Bartholdi, escultor da Estátua da Liberdade de Nova Iorque.
- Charles Xavier Thomas de Colmar

## Ver também

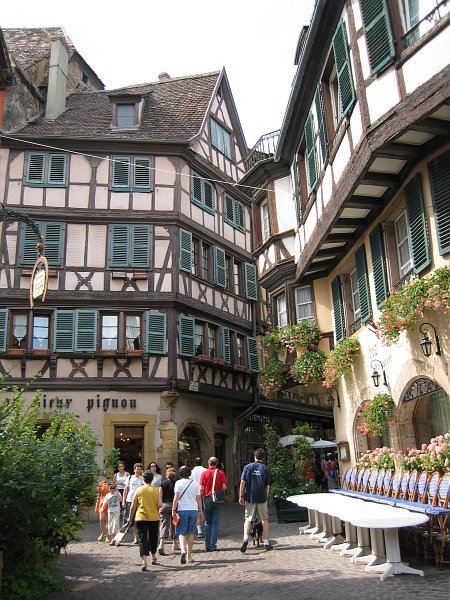
Centro histórico de Colmar, com arquitectura tipicamente alemã